# Zhang Guozheng
Zhang Guozheng (chiń. 張國政; ur. 14 września 1974 w Fujian) – chiński sztangista, złoty medalista igrzysk olimpijskich i trzykrotny złoty medalista mistrzostw świata.

## Kariera
Podczas mistrzostw świata w Warszawie w 2002 roku wywalczył złoty medal w wadze lekkiej. Wynik ten powtórzył na mistrzostwach świata w Vancouver rok później  oraz mistrzostwach świata w Chiang Mai w 2007 roku. W tej samej kategorii wagowej zwyciężył również na igrzyskach olimpijskich w Atenach w 2004 roku. W zawodach tych wyprzedził na podium Lee Bae-younga z Korei Południowej i reprezentującego Chorwację Nikołaja Peszałowa. Brał też udział w igrzyskach olimpijskich w Sydney w 2000 roku, gdzie był czwarty w wadze lekkiej.
Startował na igrzyskach azjatyckich, podczas zmagań rozgrywanych w 2002 i 2006 roku zdobył złoty medal w kategorii wagowej do 69 kg.